# Jacqueline Dubois
Pour les articles homonymes, voir Dubois.
Jacqueline Dubois, née Sakwinski le 28 mai 1957 à Fréjus (Var), est une femme politique française. Membre de La République en marche, elle est élue députée dans la quatrième circonscription de la Dordogne lors des élections législatives de 2017.

## Biographie
Jacqueline Dubois, née Jacqueline Sakwinski, est d'origine polonaise par ses grands-parents.
Elle connaît son premier engagement politique avec le mouvement transpartisan et pro-européen Nous Citoyens, créé par Denis Payre à l’automne 2013. 
Elle participe aux élections européennes de 2014 en 4e position sur la liste pour le Sud-Ouest.
En 2015, elle est candidate comme suppléante aux élections départementales en Sarladais pour l’Union du centre et de la droite de Dordogne.
Elle rejoint Jean-Marie Cavada lorsqu’il crée le parti Génération Citoyens à l’été 2015, qu’elle représente en Dordogne.
Elle s’inscrit à En Marche le 1er septembre 2016 pour soutenir Emmanuel Macron à l'élection présidentielle et crée le premier comité local de Dordogne En Marche à Sarlat.
Lors des élections législatives de 2017, elle brigue la 4e circonscription de la Dordogne ; elle est élue députée avec plus de 56 % des voix.
Lors des élections législatives de 2022, elle est écartée par son parti au profit de Jérôme Peyrat. Elle choisit néanmoins de présenter une candidature dissidente malgré le retrait du candidat du parti présidentiel, condamné en 2020 pour violence volontaire sur son ancienne compagne. Elle est battue au second tour par Sébastien Peytavie, investi par la Nupes, qui obtient 55,52 % des suffrages.

## Mandat
Députée depuis le 18 juin 2017 (XVe législature), Jacqueline Dubois siège dans le groupe parlementaire La République En Marche (LREM).
À l’Assemblée nationale, elle est membre de la commission des Affaires culturelles et de l'Éducation dont elle est élue secrétaire.
Elle 2017-2018 elle siège à la Commission nationale du patrimoine et de l'architecture (CNPA) en tant que représentante de l'Assemblée nationale.
Le 6 mars 2019, Jacqueline Dubois se voit confier par sa commission la présidence de la commission d’enquête sur la scolarisation des élèves et des étudiants en situation de handicap dans l’école et l’université de la République, quatorze ans après la loi du 11 février 2005, aux côtés du député communiste Sébastien Jumel, rapporteur. Ils remettent leur rapport au ministre de l’Éducation nationale, Jean-Michel Blanquer, le 18 juillet 2019, ainsi qu’à la secrétaire d’État aux personnes handicapées, Sophie Cluzel.
Elle est nommée par Jean-Michel Blanquer et Sophie Cluzel membre du Comité national de suivi de l’École inclusive.

## Famille
De son mariage avec Bruno Dubois le 20 mars 1981 sont nés deux enfants.[réf. nécessaire]

## Profession
Elle a été professeur des écoles maître-formateur (IUFM de Périgueux), directrice d'école, enseignante spécialisée dans le champ du handicap mental et cognitif et coordonnatrice d’unité d’enseignement au complexe médico-social de Coulounieix-Chamiers.[réf. nécessaire]